# Жаров, Наум Анисимович
Нау́м Ани́симович Жа́ров — бригадир полеводческой бригады совхоза «Сибиряк» Министерства совхозов СССР, Тулунский район Иркутской области, Герой Социалистического Труда (1948).

## Биография
Родился в 1913 году, еврей по национальности. Работал бригадиром полеводов известного на всю Иркутскую область совхоза «Сибиряк» с 1934 по 1947 год. В 1947 году его бригада добилась урожайности 31,2 центнера ржи с гектара на площади 10 гектаров.

### Награды и звания
В 1946 году был награждён медалью «За доблестный труд в Великой Отечественной войны 1941—1945 г.г.». Согласно Указу Президиума Верховного Совета СССР от 3 мая 1948 года Жарову Науму Анисимовичу было присвоено звание Герой Социалистического Труда за исключительные заслуги перед государством. Также Жаров Н. А. был награждён орденом Ленина и медалью «Серп и Молот». Жаров неоднократно являлся участником ВСХВ в 1955 г. и 1956 г. Был награждён малой серебряной медалью «За успехи в социалистическом сельском хозяйстве» (1957 г.). В 1970 г. был награждён юбилейной медалью «За доблестный труд в ознаменование 100-летия со дня рождения В. И. Ленина».